# Wojewódzki lekarz weterynarii
Wojewódzki lekarz weterynarii – kierownik wojewódzkiego inspektoratu weterynarii wchodzącej w skład zespolonej administracji rządowej w województwie. Stoi na czele wojewódzkiego inspektoratu weterynarii. Rozpatruje odwołania od decyzji powiatowego lekarza weterynarii. Wykonuje polecenia, które wydaje Główny Lekarz Weterynarii stojący na czele Inspekcji Weterynaryjnej.